# Negeri Sembilan
Negeri Sembilan che significa stato di nove è uno degli stati della Malaysia.
Localizzato sulla costa occidentale della Penisola Malese, la sua capitale è la città di Seremban. Si estende su una superficie di 6656 km², e possiede una popolazione di 1 130 000 abitanti (stima 2019).
Confina a nord con lo stato di Selangor, a est con Pahang e a sud con Malacca e Johor.

## Distretti
Il Negeri Sembilan è suddiviso in sette distretti
|   | Distretto                 | Capoluogo    | Area (km²) | Popolazione (2010) |
| - | ------------------------- | ------------ | ---------- | ------------------ |
| 1 | Distretto di Jelebu       | Jelebu       | 1 368      | 26 608             |
| 2 | Distretto di Jempol       | Jempol       | 1 386      | 61 308             |
| 3 | Distretto di Kuala Pilah  | Kuala Pilah  | 1 090      | 43 791             |
| 4 | Distretto di Port Dickson | Port Dickson | 558        | 101 073            |
| 5 | Distretto di Rembau       | Rembau       | 414        | 29 595             |
| 6 | Distretto di Seremban     | Seremban     | 951        | 314 502            |
| 7 | Distretto di Tampin       | Tampin       | 878        | 57 506             |